# 사쿠라이 노리오
사쿠라이 노리오(일본어: 桜井 のりお, さくらい のりお, 1985년 7월 1일~)는 일본의 만화가이다. 사이타마현 아게오시 출신이며, 여성이다. 혈액형은 A형이다.

## 작품 목록

### 연재
- 어린이 학급 (子供学級)（주간 소년 챔피언, 2003년 44호 - 2005년 15호, 전 4권）
- 쓰리몬 (みつどもえ)（주간 소년 챔피언, 2006년 15호 - 2011년 19호, 2012년 35호 - 39호,『별책 소년 챔피언』 2012년 10월호 - 2017년 9월호, 전19권）
- 로롯로! (ロロッロ!)（주간 소년 챔피언 2016년 44호 - 2016년 48호, 2017년 45호 - 2020년 23호, 전7권）
- 내 마음의 위험한 녀석 (僕の心のヤバイやつ) (주간 소년 챔피언 2018년 15호 - 2018년 18호 → 『챔피언 크로스』2018년 4월 10일 - 2018년 7월 3일,『만화 크로스』2018년 7월 17일 - 연재중、기간 6권）

### 단편
- 그날 저녁 시간 (そーじの時間)（『주간 소년 점프』2003년 No.28（6월 23일호)）
- 여기 그녀, 교문 앞. (こちら彼女、校門前)（『주간 소년 점프』증간·원조! 우라야스 철근 가족 걸작선, 2003년 8월）
- 여기 그녀, 책상 아래.（『주간 소년 챔피언』2005년 9월 25일 증간호, 원조!우라야스 철근가족증간 플러스 1、2005년 8월 16일 발매)
- 한비라키상（『월간 소년 챔피언』2015년 2월 호）
- 걸서클의 공주（『월간 소년 챔피언』2015년 9월 호）
- 걸서클의 공주와 비밀의 답안（『월간 소년 챔피언』2016년 2월 호）
- 고양이와 여아인 나（『월간 모닝 two』2017년 4월 호）
- 위원장의 사정（『월간 모닝 two』2017년 7월 호）
- 모르는 소꿉 친구（『별책 소년 챔피언』2022년 7월 호 부속 소책자[2]）

### 앤솔로지
- 괴롭히지 말아요, 나가토로 양 (イジらないで、長瀞さん) 7권 특장판 소책자（2020년 3월 9일 발매） - 만화
- 우자키 양은 놀고싶어! (宇崎ちゃんは遊びたい!) 5권 특장판 소책자（2020년 7월 9일 발매） - 일러스트
- 여친, 빌리겠습니다 (彼女、お借りします) 공식 앤솔로지 코믹（2020년 8월 17일 발매） - 만화
- 큰 후배는 좋아하시나요? (おおきい後輩は好きですか?) 2권 페어 특전 소책자（2020년 11월 9일 발매) - 일러스트
- 미국의 심쿵 대작전 (アメリの胸キュン大作戦), 마 들어갔어요! 이리마군 (魔入りました!入間くん) 공식 앤솔로지 방과 후의! 이리마 군, 2021년 6월 8일 발매) - 만화
- 코바야시씨와 스케스케 안경 (小林さんとスケスケめがね) 코바야시네 메이드래곤 (小林さんちのメイドラゴン) 공식 앤솔로지 All Stars!』、2021년 8월 11일 발매） - 만화
- 보이는 여고생 (見える子ちゃん) 공식 앤솔로지 코믹（2021년 11월 22일 발매) - 일러스트

### 기타
- 큰 후배는 좋아하시나요? (おおきい後輩は好きですか?) 1권 일러스트 (20년 4월 9일 발매)
- 지금까지 한번도 여자 취급을 받지 못한 여자 기사를 여자 취급하는 만화 (今まで一度も女扱いされたことがない女騎士を女扱いする漫画) 5권대 일러스트 (20년 4월 9일 발매)
- 마운트 셀럽 카네다씨 1권대 일러스트 (2021년 8월 6일 발매)
- 영화 고랑의 피 일러스트 삽화（2021년 8월[3]）
- 장미왕의 장열 (薔薇王の葬列) 일러스트 ("월간 프린세스" 2021년 11월호)